# Vasili Petróvich Grómov
Vasili Petróvich Grómov (en ruso: Василий Петрович Громов; 1 de octubre de 1931-1 de octubre de 2024), fue un diplomático ruso.

## Biografía
Desde 1961 hasta 1968 fue economista en Cuba. Desde el 23 de agosto de 1990 hasta octubre de 1991 fue Embajador Extraordinario y Plenipotenciario de Rusia en Chile.